# De Nederlandse monumenten van geschiedenis en kunst
De Nederlandse monumenten van geschiedenis en kunst is een Nederlandse publicatiereeks van de rijksoverheid, waarin uitvoerige beschrijvingen zijn opgenomen van aangewezen rijksmonumenten.

## Ontstaansgeschiedenis
De reeks werd voorafgegaan door de Voorloopige lijst der Nederlandsche monumenten van geschiedenis en kunst, waarvoor de basis werd gelegd in 1903 met de oprichting van een rijkscommissie onder voorzitterschap van Pierre Cuypers en met als secretaris Jan Kalf. Tussen 1908 en 1933 verschenen in het kader van de eerste, voorlopige inventarisatie van potentiële rijksmonumenten elf delen: voor elke provincie een deel; voor de provincies Noord-Holland en Limburg vanwege de omvang verdeeld in twee stukken. De uiteindelijke serie kan gezien worden als het resultaat van de selectieprocedure, waarbij een keuze is gemaakt uit de "voorloopige lijst".
De definitieve reeks zou volgens plan ook uit 11 delen bestaan (voor elke toenmalige provincie), waarbij elk deel zou worden verdeeld in meerdere banden ("stukken" genoemd, soms weer onderverdeeld in "onderdelen" of "afleveringen"). Omstreeks 1970 is deze rigide indeling losgelaten (zie bijvoorbeeld Amsterdam en Friesland). Na 2003 is geen deel meer verschenen. De reeks is niet voltooid. Zo zijn de provincies Zeeland, Drenthe en Flevoland, alsmede een groot aantal steden in andere provincies niet vertegenwoordigd.